# Vidochov
Vidochov (en allemand : Widach) est une commune du district de Jičín, dans la région de Hradec Králové, en République tchèque. Sa population s'élevait à 352 habitants en 2022.

## Géographie
Vidochov se trouve à 5 km au nord-est de Nová Paka, à 17 km au nord-est de Jičín, à 39 km au nord-ouest de Hradec Králové et à 94 km à l’est-nord-est de Prague.
La commune est limitée par Levínská Olešnice, Horka u Staré Paky et Čistá u Horek au nord, par Borovnice à l'est, par Pecka au sud-est et au sud, et par Nová Paka à l'ouest.

## Histoire
La première mention écrite de la localité date de 1386.

## Administration
La commune se compose de deux sections :
- Vidochov
- Stupná

## Galerie

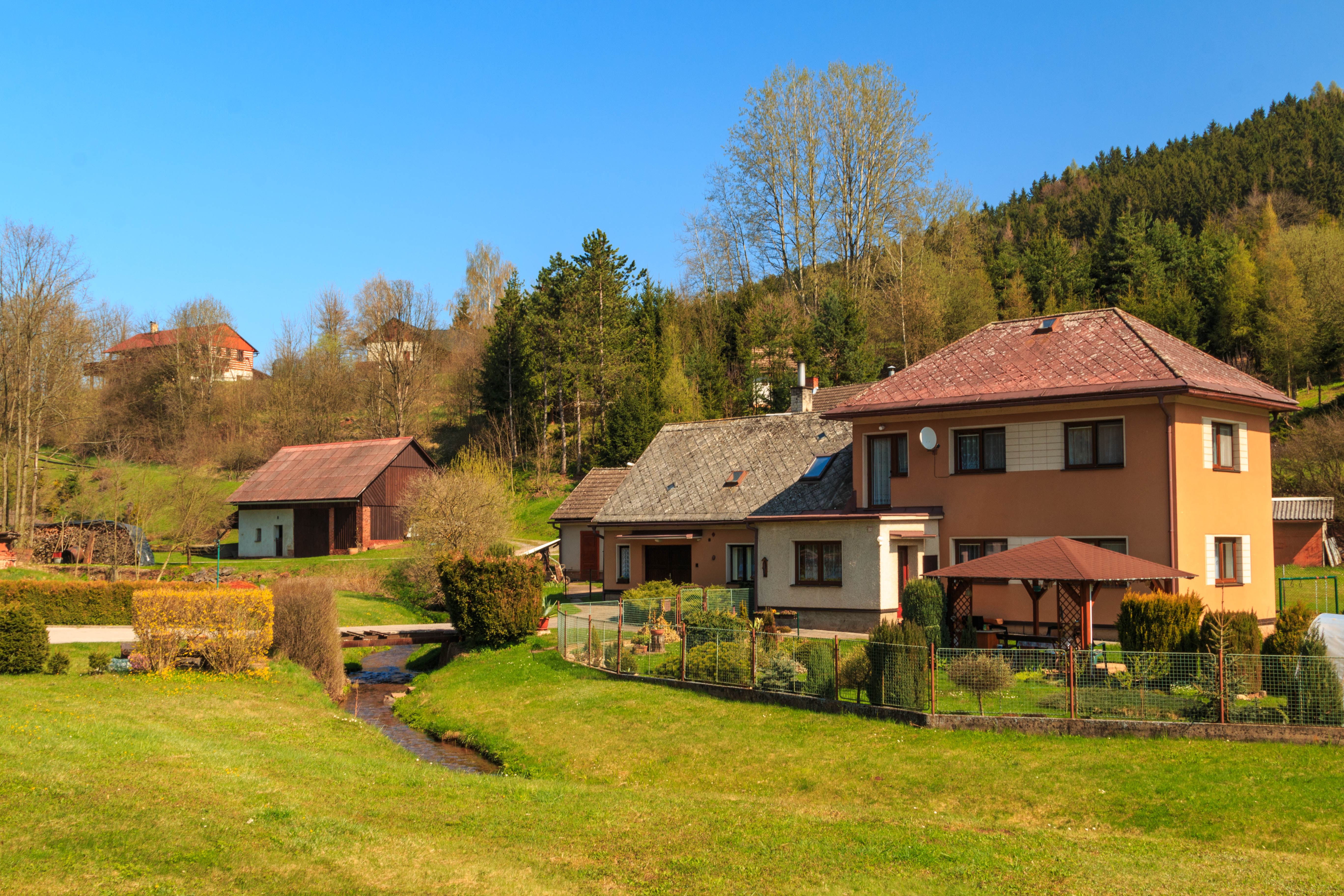
Stupná.
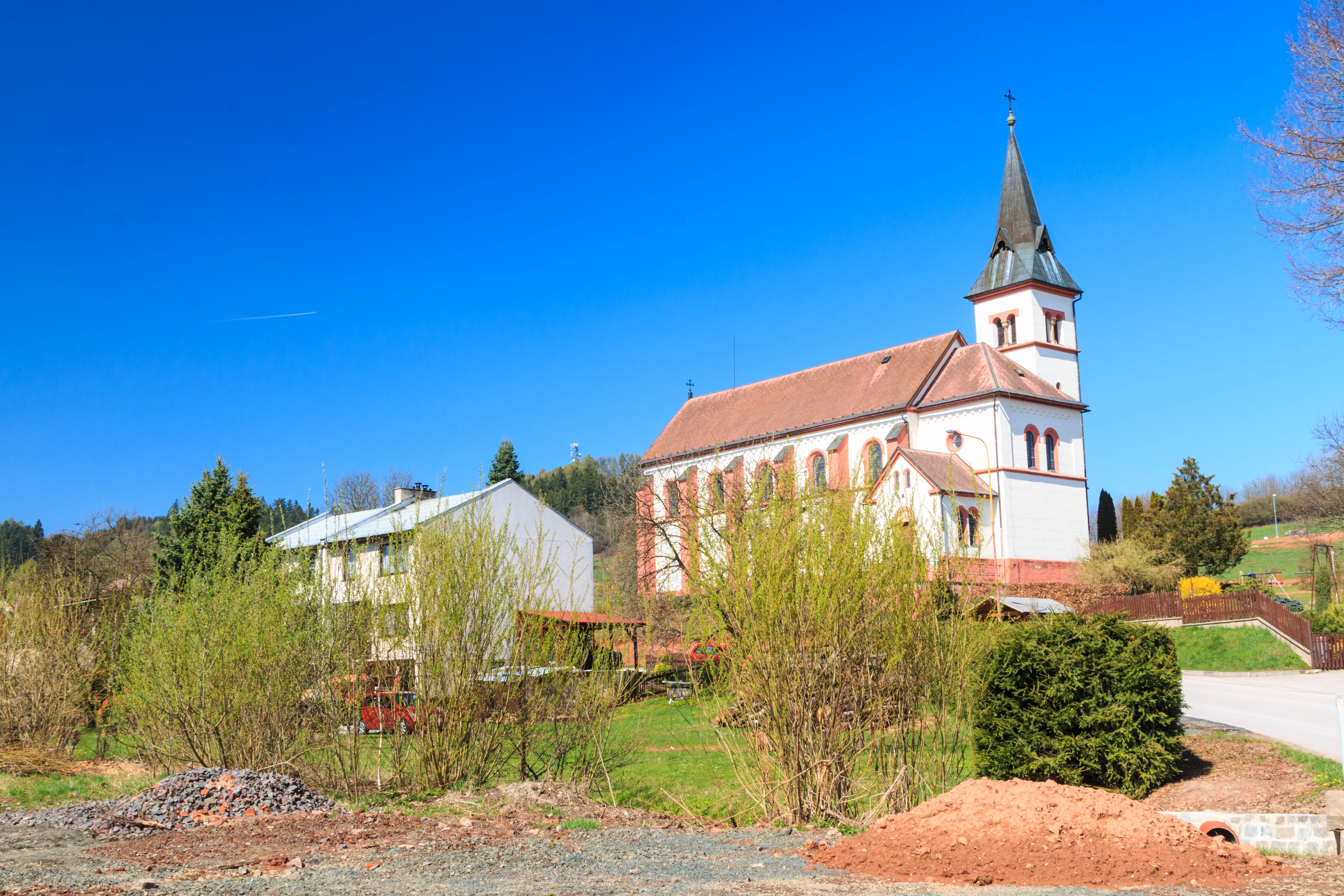
Église des Saints-Anges-Gardiens.

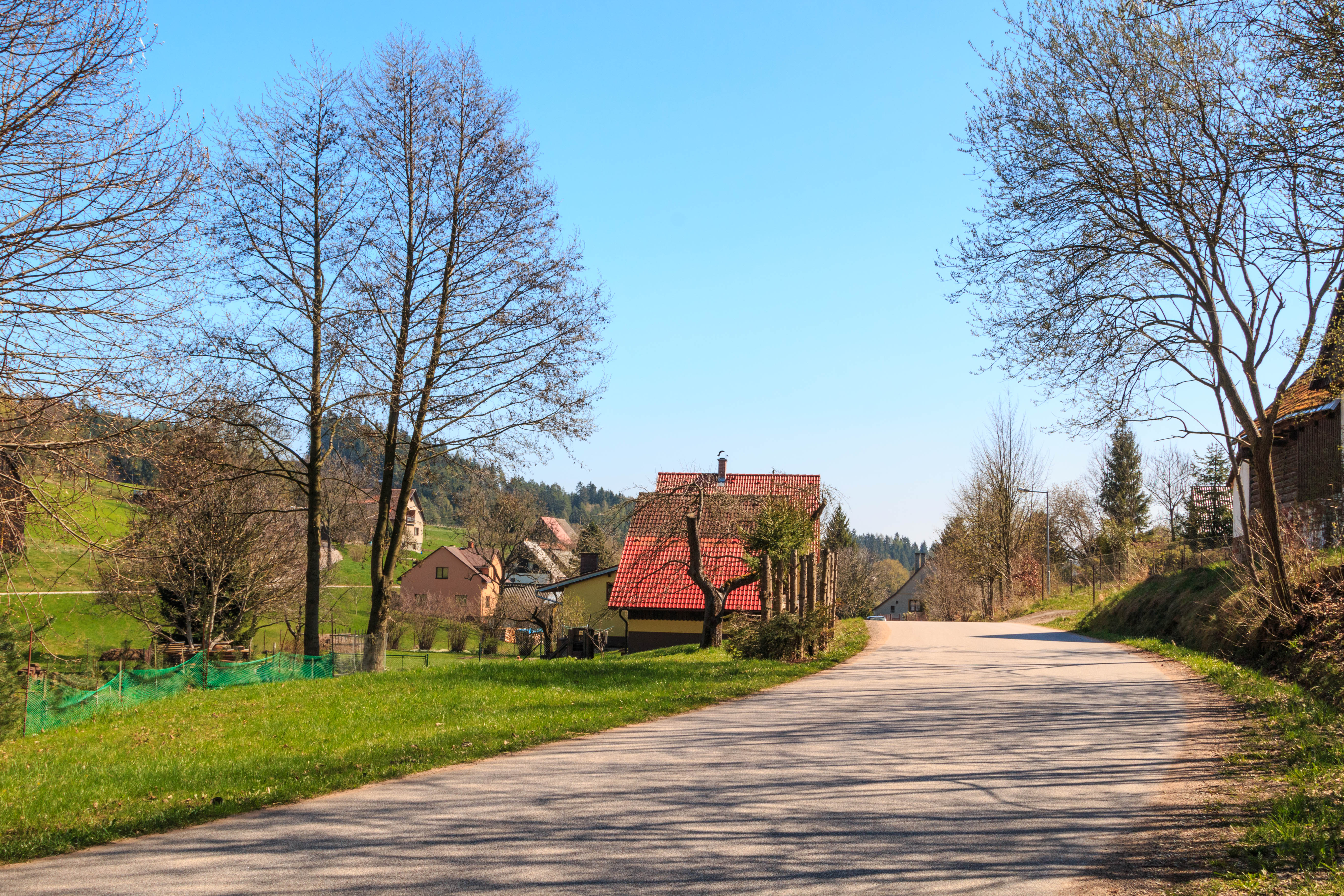
Rue de Vidochov.
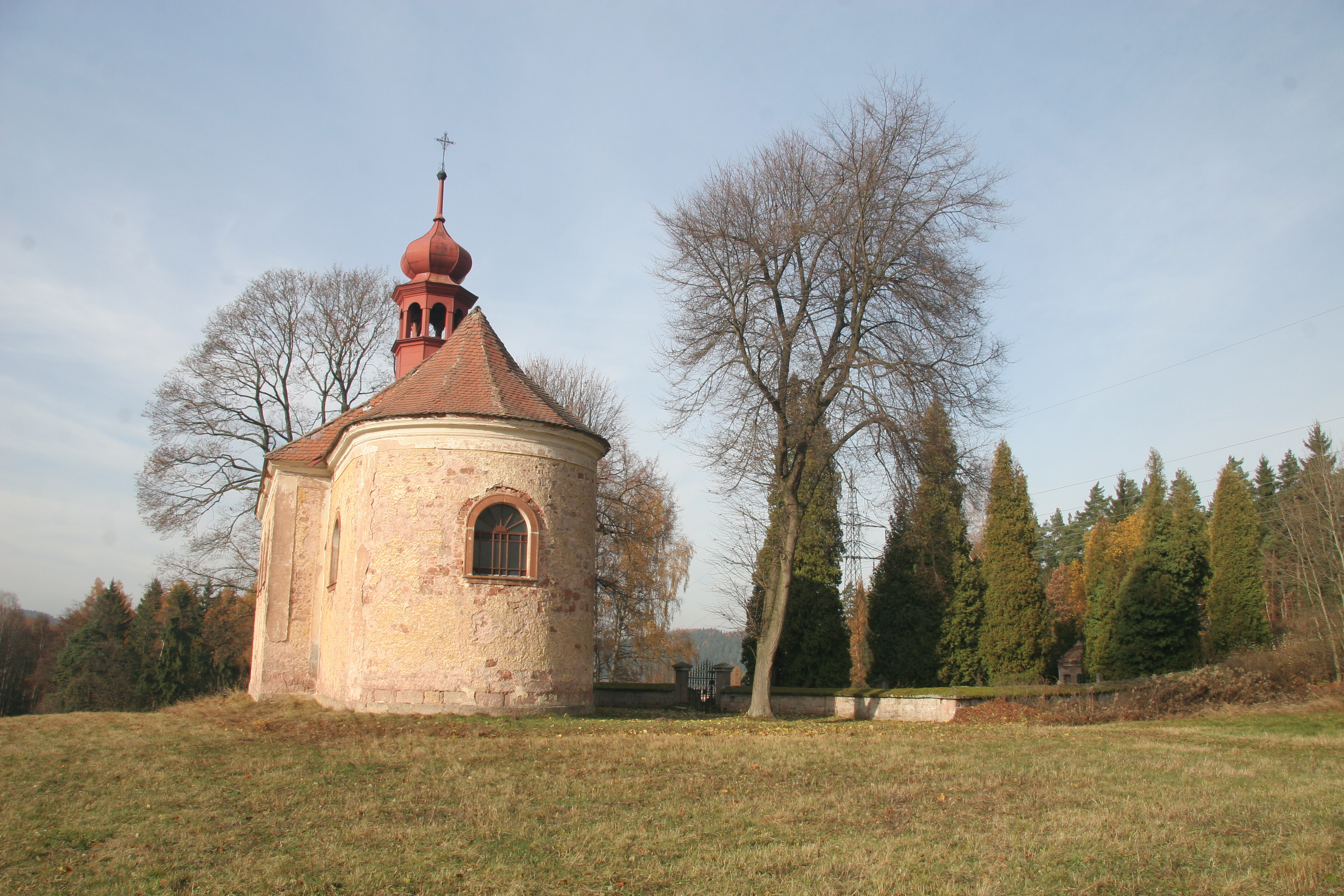
Stupná : église Sainte-Marie-Madeleine.

## Transports
Par la route, Veliš se trouve à 4 km de Nová Paka, à 20 km de Jičín, à 48 km de Hradec Králové et à 115 km de Prague. 